# كورة عليا
كورة عليا هي قرية في مقاطعة أرومية، إيران. يقدر عدد سكانها بـ 128 نسمة بحسب إحصاء 2016.